# Wyspa Jacquemart
Wyspa Jacquemart (ang. Jacquemart Island) – wysepka (0,19 km²), należąca do nowozelandzkiej grupy wysp Campbella, położona 1 km na południe od największej wyspy tej grupy, Wyspy Campbella. Jest to również najbardziej na południe wysunięta wyspa Nowej Zelandii.